# Leonardo DiCaprio
Leonardo Wilhelm DiCaprio, född 11 november 1974 i Hollywood i Los Angeles i Kalifornien, är en amerikansk skådespelare, filmproducent och miljöaktivist. Efter att ha arbetat som barnskådespelare där han mest syntes i reklamfilmer blev han som 18-åring handplockad av Robert De Niro för att spela bredvid honom i filmen En främling i familjen (1993). Samma år fick han sitt genombrott i Gilbert Grape då han nominerades till en Oscar. Han fick sedan ett internationellt genombrott med Titanic som gjorde honom till en flickidol och skapade fenomenet "Leo-mania". Det var svårt att följa upp succén med Titanic och DiCaprio hade några år då han medverkade i mindre lyckade filmer. Några av dem medvetet för att undkomma stämpeln som flickidol. Han skulle sedan med sina filmer The Aviator (2004), Blood Diamond (2006), Django Unchained (2012) The Wolf of Wall Street (2013), The Revenant (2015), Once Upon a Time in Hollywood (2019) och Don't Look Up (2021) bli en prisad och hyllad skådespelare. För sin roll i The Revenant mottog han en Oscar för Bästa manliga huvudroll.

## Biografi

### Uppväxt
Leonardo DiCaprio föddes som ensambarn till Irmelin (född Indenbirken), en juridisk sekreterare, och George DiCaprio, en undergroundserietecknare samt seriedistributör. Föräldrarna möttes på college och flyttade till Los Angeles efter studenten. DiCaprios mor är tyskfödd och flyttade från Tyskland till USA under 1950-talet. DiCaprios mormor, Helene Indenbirken (1915–2008) var rysk invandrare som flyttade till Tyskland. Hans far härstammar från Italien och Tyskland. DiCaprio uppfostrades som katolik.
Dicaprios föräldrar döpte honom till Leonardo då hans gravida mor kände honom sparka första gången när hon såg på en tavla av Leonardo Da Vinci när de var på besök i Uffizierna i Florens. Föräldrarna skilde sig när DiCaprio var ett år gammal då hans far träffade en annan kvinna och flyttade ut. För att kunna uppfostra Leonardo tillsammans flyttade föräldrarna in i en tvillingstuga med en gemensam trädgård i Echo Park i Los Angeles. Fadern bodde med sin flickvän och hennes son Adam Farrar, som DiCaprio fick en nära relation med. DiCaprio och hans mor flyttade senare till området Los Feliz i Los Angeles där han har sagt att de växte upp i de fattigare delarna bredvid prostitution och kriminalitet. Dicaprio gick i allmän skola men ville hellre skådespela och hoppade av i gymnasiet. Han fick senare sin utbildning genom General Educational Development, en slags motsvarighet till komvux.

### Barnskådespelare
Som barn ville DiCaprio bli antingen marinbiolog eller skådespelare. När han började utveckla en talang för imitationer och såg folks reaktioner tog skådespelardrömmen över mer och mer. Enligt honom själv ville han bli skådespelare redan som tvååring då han på en festival hamnade på scen och gjorde en spontan dans vilket fick positiva reaktioner. Han blev också motiverad av att hans vän Adam Farrar hade fått 50 000 dollar genom ett reklamarbete. DiCaprio har påstått att vid fem års ålder fick en roll i barnprogrammet Romper Room men att han blev utslängd till följd av dåligt uppförande. Programledaren för programmet har dock förnekat att något barn någonsin blev utslängd. Som 14-åring fick DiCaprio ett reklamarbete för företaget Matchboxs leksaksbilar. Han har kallat det för sin allra första roll. Han gjorde sedan flera reklamer för flera stora amerikanska märken.
DiCaprio syntes 1989 bredvid hunden Lassie i två avsnitt av TV-serien The New Lassie. Han hade under denna tid svårt för att få roller. Han hade 100 auditions under ett och ett halvt år utan att hitta roller. Hans agent föreslog att byta namn till ett vanligare som Lenny Williams vilket DiCaprio vägrade. Han var på väg att hänga sin skådespelarkarriär på hyllan men hans far uppmuntrade honom att fortsätta och när han genom sin mors vän fick kontakt med en agent fick han över 20 reklamarbeten. Det ledde till att han fick synas i ett avsnitt i The Outsiders (1990) och några avsnitt av såpoperan Santa Barbara (1990). När han samma år fick en större roll i TV-serien Parenthood, som baserades på filmen Föräldraskap (1989), förbättrades DiCaprios framtidsutsikter. För att förberedda för rollen studerade han Joaquin Phoenix rolltolkning från filmen. Hans arbeten under året gav honom två nomineringar till Youth in Film Awards.

### Tidiga roller
DiCaprio filmdebuterade i lågbudgetfilmen Critters 3 (1991), en film han helst vill glömma att han var med i och som han har kallat för "den sämsta filmen genom tiderna". Det var också precis sådana roller han ville undvika i framtiden. Samma år fick han en återkommande roll i TV-serien Pappa vet bäst. DiCaprio blev anställd för att locka fler unga kvinnliga tittare till serien men när den tilltänkta målgruppen uteblev lämnade han serien. För sin insats blev han nominerad till en Youth in Film Awards. Han hade samma år även en okrediterad roll i ett avsnitt av Roseanne.
1992 hade DiCaprio en statistroll i den första filmen av filmserien Dödlig intrig. Han blev också handplockad av Robert De Niro bland 400 unga skådespelare att spela bredvid honom i En främling i familjen. Filmen hade premiär året efter och baserades på Tobias Wolff memoarer. Regissören Michael Caton-Jones har sagt att DiCaprio var stökig på inspelningarna och blev en slags mentor om hur man beter sig på en inspelningsplats. De använde också det till DiCaprios karaktärs utveckling från en rebellisk tonåring till en självständig ung man, vilket var det som filmen skulle bli hyllad för. DiCaprio fick ett  erkännande bland kritiker med filmen.

### Genombrott
DiCaprio fick ett genombrott med rollen som den utvecklingstörde brodern till Johnny Depps karaktär i Gilbert Grape (1993). Det var regissören Caton-Jones som föreslog DiCaprio för den svenska regissören Lasse Hallström, som först var tveksam eftersom han såg för bra ut. DiCaprio fick rollen eftersom han verkade mest observant bland de sökande. Hallström lät DiCaprio göra sina egna efterforskningar till rollen och umgicks därför med liknande personer och studerade deras beteende. Filmen kom att bli kritikerrosad och gav DiCaprio redan som 19-åring nomineringar både till en Oscar och en Golden Globe. Även i hans nästa film, Snabbare än döden (1995) var filmstudion tveksam till att låta DiCaprio få rollen. Hans medspelerska Sharon Stone hjälpte till att underlätta beslutet genom att betala DiCaprios lön. Han porträtterade Jim Carroll i den biografiska basketfilmen På driven i New York (1995).
DiCaprio ersatte River Phoenix i Total Eclipse (1995) efter hans död. I filmen hade DiCaprio en önskan om att få visa upp sin bredd som skådespelare efter att hans utseende varit i fokus. Filmen underpresterade men har i efterhand fått kultstatus. DiCaprio kom att få goda recensioner för sin insats men hans dialekt blev kritiserad. Han medverkade sedan tillsammans med Claire Danes i Baz Luhrmanns film Romeo & Julia (1996), en moderniserad version av William Shakespeares pjäs. Filmen höll sig trogen till originalets dialog. DiCaprio var osäker på att ta rollen då han tyckte det inte behövdes fler versioner av Romeo & Julia. Men hans far föreslog att han tittade på Luhrmanns äldre filmer och därefter hade de en två veckors workshop och kom väl överens. Filmen tillsammans med DiCaprios popularitet gjorde att den bara efter några dagar gick med vinst. Den etablerade också DiCaprio till en Hollywoodstjärna. Han medverkade i Marvins döttrar (1996) tillsammans med Meryl Streep och Diane Keaton. Filmen fick ett blandat mottagande men DiCaprio och Keaton kom att bli kritikerrosade.
DiCaprio avböjde sedan en roll i den hyllade Boogie Nights (1997) för att istället spela mot Kate Winslet i James Camerons film Titanic (1997). DiCaprio var inte engagerad i att få rollen och under provspelningen tramsade han mest, men Cameron såg någonting i det lilla han fick höra. DiCaprio tyckte karaktären var tråkig och bad Cameron göra honom intressantare. Cameron vägrade, vilket fick DiCaprio att skriva på kontraktet. Det var hans första lön som var över miljonen (dollar). Titanic blev en enorm succé som den mest inkomstbringande filmen någonsin (ett rekord den behöll till 2009) och den vann 11 Oscars. DiCaprio blev inte nominerad till en Oscar vilket fick fans att protestera. Han blev däremot nominerad till en Golden Globe. Filmen gjorde DiCaprio till en internationell storstjärna och blev en stor flickidol vilket blev känt som "Leo-mania" i media.

### Motgångar

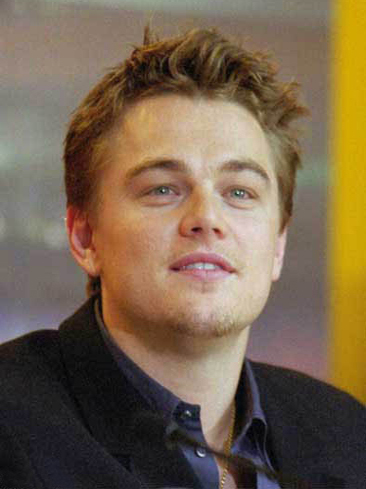
Leonardo DiCaprio på en presskonferens inför The Beach år 2000.

DiCaprio medverkade i Woody Allen filmen Kändisliv (1998) som inte mottogs särskilt väl men DiCaprio ansågs vara det bästa med filmen. Samma år medverkade han också i den sågade Mannen med järnmasken där han kom att porträttera tvillingarna kung Ludvig XIV och Philippe. Enligt kritiker ansågs DiCaprios talanger slösas bort i filmen. Den blev dock en finansiell framgång. Han mottog en Golden Raspberry Award för sämsta filmpar. 1998 var det också klart att DiCaprio skulle spela huvudrollen i American Psycho (2000) för en lön på 20 miljoner dollar. Efter meningsskiljaktigheter med filmens regissör Oliver Stone, hoppade han av projektet. Stone övergav också projektet. Istället gjorde DiCaprio filmen The Beach (2000) som baserades på Alex Garlands roman med samma namn. Filmen spelade in nära tre gånger sin budget men blev sågad av kritiker. Filmen blev också kritiserad för att ha skadat naturen där den spelades in, vilket DiCaprio tog på sig att återställa. Han blev även för denna film nominerad till en Golden Raspberry Award, fast för sämsta skådespelare denna gång. I mitten av 1990-talet var DiCaprio med i den svartvita och improviserade kortfilmen Don's Plum. År 2001 gjorde regissören om filmen till en långfilm vilket DiCaprio och hans medspelare Tobey Maguire motsatte sig och fick ett domslut på att filmen inte fick distrubiteras i USA och Kanada. Filmen hade istället premiär på Berlins Filmfestival och har förblivit obskyr.

### Etablerad karriär och eget producentbolag
DiCaprio hade vid den här tidpunkten tackat nej till att medverka i flera storfilmer som till exempel Robin i Batman Forever (1995) och Spider Man (2002). De filmerna hade han tackat nej direkt till genom ett telefonsamtal men han träffade George Lucas för att diskutera om han skulle ta på sig rollen som Anakin Skywalker i Star Wars: Episod II – Klonerna Anfaller (2002). Vid tidpunkten kände han sig inte redo för att axla en sådan roll. Senare i karriären gav han Timothée Chalamet rådet att aldrig göra filmer om superhjältar eller ge sig in i franchises. Istället för att spela Anakin Skywalker tog han rollen som bedragaren Frank Abagnale Jr. i den biografiska filmen Catch Me If You Can (2002) i regi av Steven Spielberg. Filmen spelades in på 147 olika platser under 52 dagar vilket enligt DiCaprio var hans mest energiska filmskapande upplevelse i karriären. Filmen blev kritikerrosad och spelade in 355 miljoner dollar vilket blev DiCaprios näst mest inkomstbringande film. DiCaprio blev hyllad för sin insats och fick sin tredje Golden Globe-nominering.

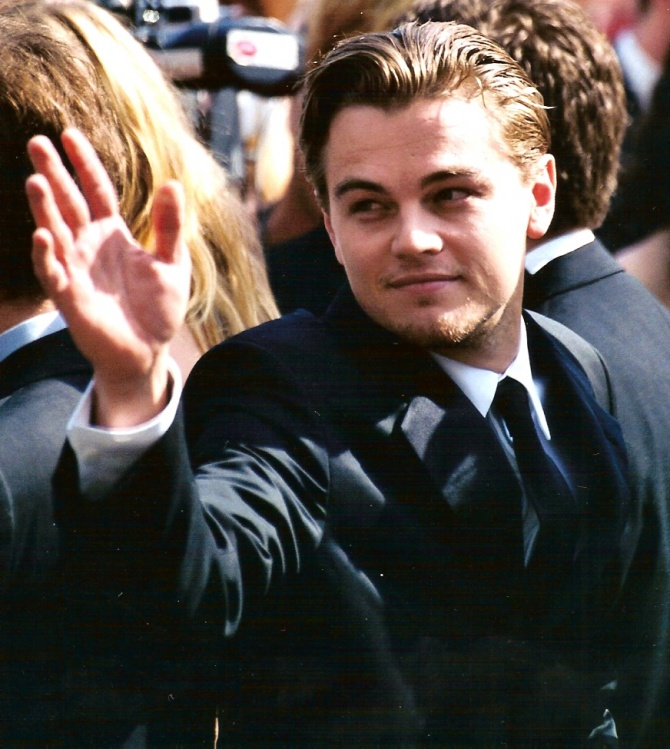
DiCaprio under premiären för Gangs of New York vid filmfestivalen i Cannes 2002.

År 2002 medverkade han också i Martin Scorseses film Gangs of New York. Scorsese hade haft svårt att sälja idén till filmbolag men när DiCaprio skrev kontrakt för rollen som Amsterdam Vallon blev filmen snabbt verklighet. Inspelningen drabbades av bråk, övertid och budgetproblem vilket resulterade i att den tog åtta månader att spela in och blev Scorseses dyraste film. Filmen blev en markör för DiCaprio som nu kunde lämna tonårskaraktärer och ta sig an mognare roller. Det skulle dock vara hans motspelare Daniel Day-Lewis som "stal strålkastarljuset". 2004 startade DiCaprio produktionsbolaget Appian Way Productions där tanken var att experimentera med att ha så få inblandade som möjligt under förarbetet med en film. Hans första producerade film var Attentatet mot Richard Nixon (2004) med Sean Penn i huvudrollen. Filmen hade premiär på Cannes Filmfestival.
DiCaprio återförenades med Scorsese i den biografiska The Aviator (2004) där han porträtterade filmregissören och flygpionjären med tvångssyndrom Howard Hughes. DiCaprios nybildade bolag var med som producent. Filmen blev både kritikerrosad och en finansiell framgång. Även DiCaprio blev hyllad och mottog sin första Golden Globe för Bästa manliga huvudroll. Han blev också nominerad till Oscar, BAFTA och Screen Actors Guild Award. Han återförenades med Scorsese även i The Departed (2006). Han tog rollen särskilt för att få arbeta med Jack Nicholson och har nämnt en scen i filmen med Nicholson som en av de mest minnesvärda i sin karriär. Förutom kritik för dåliga Boston-dialekter (däribland DiCaprio) fick filmen ett bra mottagande och blev nominerad till flera Oscars. DiCaprio blev istället nominerad för Bästa manliga biroll för sin film Blood Diamond som hade premiär samma år som The Departed. En film han faktiskt fick beröm för sin sydafrikanska dialekt som är allmänt känd för att vara svår att imitera. För att förbereda sig för rollen tillbringade han sex månader i Sydafrika och lärde sig kamouflage av militären och dialekten av folket. Han blev också nominerad till en Golden Globe för sin roll.

### Miljöaktivist och fortsatta framgångar
DiCaprio som är en stor miljöaktivist producerade och agerade berättarröst i dokumentären I elfte timmen (2007) som visade på hur miljön mår. Dokumentären blev prisad och hyllad. Året efter producerade han även TV-serien Greensburg som handlar om hur staden med samma namn i Kansas bygger upp sig på nytt men mer hållbart efter en tornado. Serien gick i tre säsonger. Han medverkade samma år i de två filmerna Body of Lies och Revolutionary Road som både mottogs mediokert. I den sistnämnda filmen återförenades han med Kate Winslet där de än en gång var ett kärlekspar. DiCaprio fick dock ett gott mottagande från kritiker och blev nominerad till sin sjunde Golden Globe för sin insats.

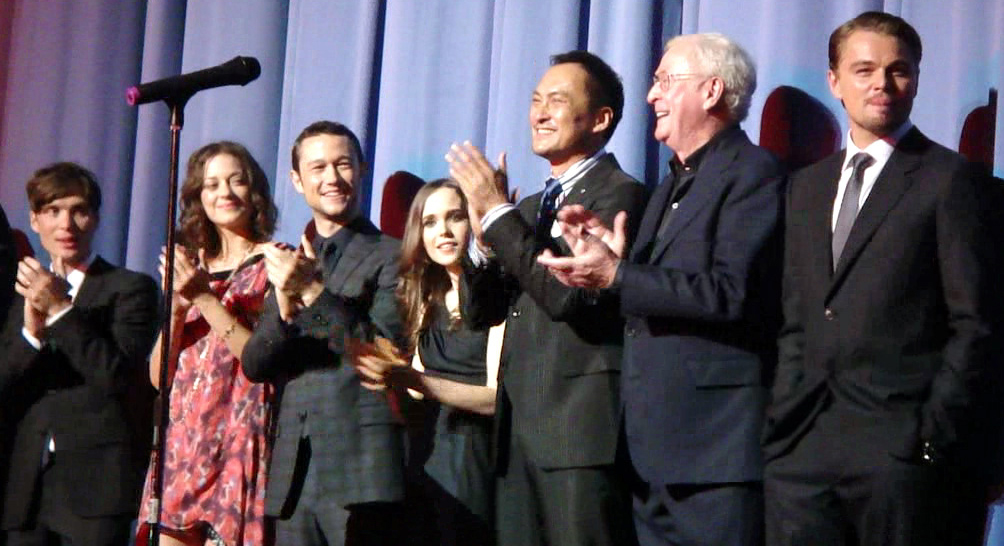
Rollbesättningen från Inception på premiären 2010.

DiCaprio samarbetade än en gång med Scorsese i den psykologiska thrillern Shutter Island (2010) som baserades på boken med samma namn av Dennis Lehane. DiCaprio och Scorsese började arbeta med filmen redan 2007. Inspelningen blev traumatisk för DiCaprio som drömde mardrömmar om massmord och fick ta längre pauser mellan tagningar för att umgås med sina vänner som en slags terapi. Filmen fick blandade recensioner av kritiker men blev en kommersiell framgång. DiCaprio fick god kritik. Samma år var han en del av skådespelarensemblen i science fiction-filmen Inception i regi av Christopher Nolan. Ensemblen bestod av Joseph Gordon-Levitt, Elliot Page, Tom Hardy, Cillian Murphy och Michael Caine. Filmen blev kritikerrosad och en kommersiell succé och spelade in 836 miljoner dollar. DiCaprio struntade i sin lön på 20 miljoner dollar för att kunna medverka i filmen. Istället gick han med på en procentsats för antalet sålda biljetter. Risken belönade honom med 50 miljoner dollar, vilket blev hans största lön för en film.
DiCaprio porträtterade FBI-chefen J. Edgar Hoover i den Clint Eastwood regisserade J. Edgar (2011) där man fokuserade mycket på hans karriär och hans beryktade privatliv som homosexuell i garderoben. Kritiker var inte imponerade av filmen men däremot av DiCaprios insats. Samma år stod hans produktionsbolag bakom filmer som Red Riding Hood och Maktens män. Även om Red Riding Hood blev utnämnd som årets sämsta film blev den kommersiellt framgångsrik. Han skulle sedan spela plantageägaren Calvin Candie i Quentin Tarantinos film Django Unchained (2012). DiCaprio ville först inte göra rollen då den innehöll mycket rasistisk dialog, men Tarantino och hans motspelare Jamie Foxx övertalade honom om att inte linda in rasismen. Under inspelningen av en scen var han så inne i sin roll att han inte märkte att han skar sig på en bit glas och det var den tagningen Tarantino valde till slutklippningen. Filmen blev kritikerrosad och en kommersiell framgång. DiCaprio nominerades som Bästa manliga biroll vid Golden Globe-galan. Efter ett hektiskt inspelningsår 2012 och reklamarbete för sina filmer under 2013 valde DiCaprio att ta en paus från skådespelandet för att göra olika miljöarbeten.

### Fortsatta arbeten med de största regissörerna
2013 återförenades DiCaprio med regissören Baz Luhrmann i Den store Gatsby som baserades på F. Scott Fitzgerald roman med samma namn. Filmen mottog blandade recensioner men skulle dra in tre gånger sin produktionskostnad. DiCaprio blev hyllad för sin insats. Hans produktionsbolag skulle stå bakom tre filmer det året, kriminalfilmen Runner Runner, den kommersiellt misslyckade filmen The Guardian's och The Wolf of Wall Street. I den sistnämnda porträtterade DiCaprio även börsmäklaren Jordan Belfort och återförenades med Scorsese som stod för regin. Det var en roll som DiCaprio velat göra sedan han läste Belforts biografi där han blev imponerad av Belforts osmickrande ärlighet. Han vann ett budkrig för rättigheterna mot Brad Pitt. Filmen blev kritikerrosad och en kommersiell framgång. DiCaprio vann en Golden Globe för sin insats och blev även nominerad till en Oscar och en BAFTA.

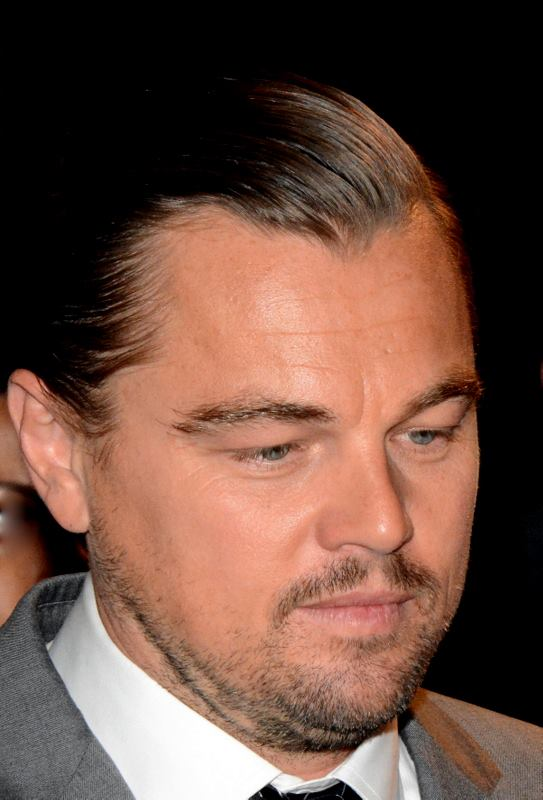
DiCaprio på den franska premiären av The Revenant, 2016.

Under 2014 producerade DiCaprio två dokumentärfilmer. Virunga, om en grupp människor som skyddar de sista bergsgorillorna från krig och tjuvjakt. Filmen gav DiCaprio en Emmy-nominering. Cowspiracy visade förhållandet mellan agrikultur och dess påverkan på miljön. Efter sin paus från skådespelandet återvände DiCaprio i Alejandro Gonzáles Iñárritus film The Revenant (2015). Under inspelningen tvingade regissören skådespelarna att leva i vildmarken och som rollfigurerna var tänkta att leva. DiCaprio tyckte det var en tuff period där han fick äta rå bisonlever, skjuta med en musköt, göra egen eld och lära sig språken pawnee och arikara. Filmen blev kritikerrosad och likaså DiCaprio. Han mottog flera priser däribland sin första Oscar för bästa manliga huvudroll och sin tredje Golden Globe för samma kategori.
DiCaprio tog sedan ta en fyra år lång paus från skådespelandet igen. År 2016 producerade han de tre dokumentärfilmerna The Ivory Game, Catching the Sun och Before the Flood. Den sistnämnda var han även berättarröst för. Han producerade även långfilmerna Live by Night (2016), Delirium (2018) och Robin Hood (2018). Live by Night blev sågad och drog inte ens in sin produktionskostnad på 65 miljoner dollar. Han producerade och agerade sedan berättarröst i dokumentärfilmen Ice on Fire (2019) som handlade om den globala uppvärmningen.

### Fortsatt karriär
DiCaprio återvände till skådespelandet med att återförenas med Quentin Tarantino i Once Upon a Time in Hollywood (2019) där han spelade den avdankade TV-stjärnan Rick Dalton. Både DiCaprio och hans medspelare Brad Pitt gick ner i lön för att få ihop filmens finansiering. De fick 10 miljoner dollar var i lön. Filmen blev både kritikerrosad och en finansiell succé. Pitts och DiCaprios dynamik skulle få särskilt fokus bland recensenterna. Rollen skulle också kallas för DiCaprios bästa i hans karriär. Han blev också nominerad till flertalet priser däribland en Oscar och en Golden Globe. År 2020 producerade han TV-serien The Right Stuff.
DiCaprio hade i flera år eftersökt en film som behandlade ämnet miljö och människors oförmåga att lyssna på forskare i samma ämne. Så när regissören Adam McKay presenterade sin idé om den satiriska komedin Don't Look Up (2021) som behandlar just de två ämnena älskade DiCaprio rollen. De skulle gemensamt spendera 5 månader till att putsa på manuset. Tillsammans med Jennifer Lawrence spelade de två astronomer som varnar mänskligheten om en komet som kommer utplåna jorden. Istället för att lyssna börjar politiker kampanja för att man inte ska titta upp och ser kometen som en inkomstkälla. DiCaprio såg filmen som en jämförelse med människors likgiltighet mot klimatförändringarna. Filmen skulle få ett blandat mottagande men hyllades för sin liknelse om hur dagens fake news och högerpopulism polariserar fakta som en åsikt. Även DiCaprio och Lawrence blev hyllade. På Grund av covid-19-pandemin fick filmen begränsad visning på biografer men skulle bli den mest sedda filmen någonsin på Netflix under sin premiärvecka. DiCaprio blev nominerad till både en Golden Globe och en BAFTA.
DiCaprio återförenades med Scorsese i Killers of the Flower Moon (2023) som baserades på romanen med samma namn av David Grann, en roll han fick 30 miljoner dollar i lön för. Han hade först skrivit på kontraktet för att spela hjälten i filmen, FBI agenten Thomas Bruce White Sr. men ville hellre spela den mer moraliskt vilsna Ernest Burkhart vilket ledde till stora omskrivningar i manuset. DiCaprio och hans motspelerska Lily Gladstone skulle bli kritikerrosade för sina insatser, men där Gladstone skulle få en oscarsnominering fick DiCaprio nöja sig med en Golden Globe-nominering.
DiCaprio kommer härnäst att synas i Paul Thomas Andersons kommande film The Battle of Baktan Cross (2025) tillsammans med Sean Penn och Regina Hall. Det har rapporterats om att Anderson aldrig fått så mycket pengar för en film han har gjort och att det beror på att Di Caprio medverkar som filmbolaget vågat stötta projektet med sån stor budget.

## Anseende
I sin tidiga karriär fick DiCaprio ett rykte om sig för att vara vårdslös och en "partyprisse" då han ofta sågs festande med ett gäng manliga kändisar som döptes till "the Pussy Posse". Gruppen skulle bli kritiserad för sitt raggande och sina slagsmål. DiCaprio och hans vän Justin Herwick var nära att dö när de hoppade fallskärm och deras slarvighet hade gjort att skärmarna inte öppnades. Instruktören ska ha räddat livet på dem. Han var ofta i centrum i debatter om kändisskap, partyungdomar och dåliga förebilder. Under inspelningen av Catch Me If You Can (2002) gick regissören Steven Spielberg ut till DiCaprios försvar  och menade att DiCaprio var ung, men han såg också en ung familjeorienterad man. Det var också runt denna tid som kritiker tyckte han började bli en mer komplex och mogen skådespelare.
DiCaprio anses numera vara en av de bästa skådespelarna i sin generation. 2022 blev han framröstad som en av de bästa 50 skådespelarna genom tiderna av filmtidningen Empires läsare. Han har också blivit utsedd som en av de 100 mest inflytelserika personerna i världen av Time magazine. Även tidningen Forbes har listat honom som den mest inkomstbringande skådespelaren i världen år 2008 och varje år mellan 2010 och 2016 där han var på första plats 2011. DiCaprio har också i flera mediala sammanhang utsetts som en av de mest attraktiva skådespelarna i världen. 1998 stämde han tidningen Playgirl som planerade att publicera en nakenbild på honom. Själv har han aldrig tyckt om fokuset på sitt utseende utan har mer velat satsa på en långvarig skådespelarkarriär. Han upplever fokuset på att hans utseende enbart som något som har haft negativ effekt på honom.
Sedan han blev en internationell storstjärna med Titanic (1997) har Di Caprio alltid påstått att han är nervös när han är med i internationella storbudget filmer på grund av deras hype och marknadsföring. Som skådespelare ser han nämligen film som en konstform som precis som en målning eller skulptur kommer uppskattas om hundra år. Han tar ofta roller baserade på verkliga personer och som utspelar sig i specifika perioder. Filmvetaren Caryn James har tvärtemot sett en orädd Di Caprio ta på sig stora roller inför stora regissörer vilket ibland har varit en risk, som med The Beach (2000). Men de riskerna har också lett till den skådespelare han är idag och till långa samarbeten med stora regissörer som Martin Scorsese. Ett samarbete Di Caprio har beskrivit som drömlikt. Han beundrar och respekterar Scorsese högt och menar att det är Scorsese som lärt honom allt om filmens historia och betydelse. Scorsese har på sitt håll berömt Di Caprio för hans omättade förmåga att ständigt visa känslor på en filmduk. Meryl Streep har förklarat att Di Caprio äger en oförutsägbarhet som gör hans karriär svår att klassificera och hans arbete spännande.
Di Caprio har nämnt Robert De Niro och James Dean som sina favoritskådespelare och de som inspirerat honom mest.

## Privatliv
DiCaprios privatliv är ofta ett ämne för stor medial uppmärksamhet. Han ger sällan intervjuer och när han gör dem anstränger han sig för att inte nämna något ur sitt privatliv.
Media och sociala medier har ofta fokuserat och kritiserat DiCaprio då han träffar kvinnor i åldern 25 eller yngre.
Mellan 2001 och 2005 hade DiCaprio ett förhållande med den brasilianska fotomodellen Gisele Bündchen. Från 2005 till 2011 var han i en relation med den israeliska fotomodellen Bar Refaeli. Han träffade sedan den tyska fotomodellen Toni Garrn mellan 2013 och 2014. De återförenades även ett kort tag under 2017. Samma år ingick han i en relation med den amerikanska fotomodellen Camila Morrone vilket varade till 2022. Sedan augusti 2023 har han träffat den italienska fotomodellen Vittoria Ceretti.
DiCaprio äger hus i Los Angeles och lägenheter i New York. 2009 köpte han ön Cayo Negro utanför Belize där han öppnade  en miljövänlig resort. 2014 köpte han även skådespelerskan Dinah Shores hus i Palm Springs i Kalifornien.
2005 blev DiCaprio skadad i ansiktet då fotomodellen Aretha Wilson slog honom med en trasig flaska på en fest. DiCaprio fick sys med 17 stygn över ansiktet och halsen. Wilson erkände sig skyldig till brottet och fick två års fängelse.

### Politisk åskådning
DiCaprio är en supporter av det demokratiska partiet. 2016 stödde han Hillary Clinton i presidentvalet och 2020 höll han i en insamling för Joe Biden. Inför valet 2020 lånade han ut sin röst till Netflix dokumentären Whose Vote Counts, Explained. Han var också aktiv på sociala medier och upplyste folk om hur röstning går till och fungerar. 2023 vittnade han också i rättegången mot artisten Prakazrel "Pras" Michel som var anklagad för att ha bedrivit utländska påverkanskampanjer mot Barack Obama.

## Filmografi

### Film
| År   | Titel                         | Roll                       | Noteringar |
| ---- | ----------------------------- | -------------------------- | --- |
| 1991 | Critters 3                    | Josh                       | |
| 1992 | Dödlig intrig                 | Kille                      | Statist |
| 1993 | En främling i familjen        | Tobias "Toby" Wolff        | |
| 1993 | Gilbert Grape                 | Arnie Grape                | Nominerad − Oscar för bästa manliga biroll Nominerad − Golden Globe Award för bästa manliga biroll |
| 1995 | På driven i New York          | Jim Carroll                | |
| 1995 | Snabbare än döden             | Fee "The Kid" Herod        | |
| 1995 | Total Eclipse                 | Arthur Rimbaud             | |
| 1996 | Romeo & Julia                 | Romeo Montague             | |
| 1996 | Marvins döttrar               | Hank Lacker                | Nominerad − Screen Actors Guild Award för bästa rollbesättning i en film |
| 1997 | Titanic                       | Jack Dawson                | Nominerad − Golden Globe Award för bästa manliga huvudroll – drama Nominerad − Screen Actors Guild Award för bästa rollbesättning i en film Nominerad − Satellite Award för bästa manliga huvudroll − Drama |
| 1998 | Mannen med järnmasken         | Kung Ludvig XIV / Philippe | Razzie för sämsta filmpar (som tvillingarna) |
| 1998 | Kändisliv                     | Brandon Darrow             | |
| 2000 | The Beach                     | Richard                    | Nominerad − Razzie för sämsta manliga huvudroll |
| 2001 | Don's Plum                    | Derek                      | |
| 2002 | Gangs of New York             | Amsterdam Vallon           | |
| 2002 | Catch Me If You Can           | Frank Abagnale Jr.         | Nominerad − Golden Globe Award för bästa manliga huvudroll – drama |
| 2004 | The Aviator                   | Howard Hughes              | Golden Globe Award för bästa manliga huvudroll – drama Nominerad − Oscar för bästa manliga huvudroll Nominerad − BAFTA Award för bästa manliga huvudroll Nominerad − Screen Actors Guild Award för bästa manliga huvudroll Nominerad − Screen Actors Guild Award för bästa rollbesättning i en film Nominerad − Critics' Choice Movie Award för bästa manliga skådespelare |
| 2006 | The Departed                  | William "Billy" Costigan   | Satellite Award för bästa manliga biroll Satellite Award för bästa rollbesättning i en film Nominerad − Golden Globe Award för bästa manliga huvudroll – drama Nominerad − BAFTA Award för bästa manliga huvudroll Nominerad − Screen Actors Guild Award för bästa manliga biroll Nominerad − Screen Actors Guild Award för bästa rollbesättning i en film Nominerad − Critics' Choice Movie Award för bästa manliga skådespelare Nominerad − Critics' Choice Movie Award för bästa ensemble |
| 2006 | Blood Diamond                 | Danny Archer               | Nominerad − Oscar för bästa manliga huvudroll Nominerad − Golden Globe Award för bästa manliga huvudroll – drama Nominerad − Screen Actors Guild Award för bästa manliga huvudroll Nominerad − Satellite Award för bästa manliga huvudroll − Drama |
| 2007 | I elfte timmen                | Berättare                  | Dokumentär, även manus |
| 2008 | Body of Lies                  | Roger Ferris               | |
| 2008 | Revolutionary Road            | Frank Wheeler              | Nominerad − Golden Globe Award för bästa manliga huvudroll – drama Nominerad − Satellite Award för bästa manliga huvudroll − Drama |
| 2010 | Shutter Island                | Edward "Teddy" Daniels     | Nominerad − Saturn Award för bästa skådespelare |
| 2010 | Hubble                        | Berättare                  | Dokumentär |
| 2010 | Inception                     | Dominick "Dom" Cobb        | Nominerad − Saturn Award för bästa skådespelare Nominerad − Satellite Award för bästa manliga huvudroll − Drama |
| 2011 | J. Edgar                      | J. Edgar Hoover            | Nominerad − Golden Globe Award för bästa manliga huvudroll – drama Nominerad − Screen Actors Guild Award för bästa manliga huvudroll Nominerad − Critics' Choice Movie Award för bästa manliga skådespelare |
| 2012 | Django Unchained              | Calvin J. Candie           | Nominerad − Golden Globe Award för bästa manliga biroll |
| 2013 | Den store Gatsby              | Jay Gatsby                 | |
| 2013 | The Wolf of Wall Street       | Jordan Belfort             | Golden Globe Award för bästa manliga huvudroll – musikal eller komedi Critics' Choice Movie Award för bästa manliga skådespelare i en komedi Nominerad − Oscar för bästa manliga huvudroll Nominerad − BAFTA Award för bästa manliga huvudroll Nominerad − Satellite Award för bästa manliga huvudroll |
| 2015 | The Audition                  | Sig själv                  | Kortfilm |
| 2015 | The Revenant                  | Hugh Glass                 | Oscar för bästa manliga huvudroll Golden Globe Award för bästa manliga huvudroll – drama BAFTA Award för bästa manliga huvudroll Screen Actors Guild Award för bästa manliga huvudroll Critics' Choice Movie Award för bästa manliga skådespelare Satellite Award för bästa manliga huvudroll |
| 2016 | Before the Flood              | Sig själv                  | Dokumentär |
| 2019 | Ice on Fire                   | Berättare                  | Dokumentär |
| 2019 | Once Upon a Time in Hollywood | Rick Dalton                | Nominerad – Oscar för bästa manliga huvudroll Nominerad – Golden Globe Award för bästa manliga huvudroll – musikal eller komedi Nominerad – BAFTA Award för bästa manliga huvudroll Nominerad – Screen Actors Guild Award för bästa manliga huvudroll Nominerad – Critics' Choice Movie Award för bästa manliga skådespelare Nominerad – Satellite Award för bästa manliga huvudroll |
| 2021 | Don't Look Up                 | Dr. Randall Mindy          | Nominerad – BAFTA Award för bästa manliga huvudroll Nominerad – Golden Globe Award för bästa manliga huvudroll – musikal eller komedi Nominerad – Screen Actors Guild Award för bästa manliga huvudroll |
| 2023 | Killers of the Flower Moon    | Ernest Burkhart            | Nominerad – Critics' Choice Movie Award för bästa manliga skådespelare Nominerad – Golden Globe Award för bästa manliga huvudroll – drama Nominerad – Screen Actors Guild Award för bästa manliga huvudroll |
| 2025 | One Battle After Another      | Bob Ferguson               | Kommande |

### TV
| År        | Titel                        | Roll                  | Noter                                |
| --------- | ---------------------------- | --------------------- | ------------------------------------ |
| 1989      | The New Lassie               | Glen                  | 2 avsnitt                            |
| 1990      | The Mickey Mouse Club        | Alex                  | Avsnitt: "Street Safe, Street Smart" |
| 1990      | The Outsiders                | Kid Fighting Scout    | Avsnitt: "Pilot"                     |
| 1990      | Santa Barbara                | Mason Capwell som ung | 5 avsnitt                            |
| 1990–1991 | Parenthood                   | Garry Buckman         | 12 avsnitt                           |
| 1991      | Roseanne                     | Darlenes klasskamrat  | Avsnitt: "Home-Ec", okrediterad      |
| 1991–1992 | Pappa vet bäst               | Luke Brower           | 23 avsnitt                           |
| 2014      | Saturday Night Live          | Sig själv             | Avsnitt: "Jonah Hill / Bastille"     |
| 2020      | Whose Vote Counts, Explained | Berättare             | Avsnitt: "The Right to Vote"         |

### Producent
| År   | Filmtitel                                    | Noter                            |
| ---- | -------------------------------------------- | -------------------------------- |
| 2004 | Attentatet mot Richard Nixon                 | Exekutiv producent               |
| 2004 | The Aviator                                  | Exekutiv producent               |
| 2007 | I elfte timmen                               | Dokumentär                       |
| 2007 | Gardener of Eden                             |                                  |
| 2009 | Orphan                                       |                                  |
| 2011 | Red Riding Hood                              |                                  |
| 2011 | Maktens män                                  | Exekutiv producent               |
| 2013 | Runner Runner                                |                                  |
| 2013 | Out of the Furnace                           |                                  |
| 2013 | The Wolf of Wall Street                      | Nominerad − Oscar för bästa film |
| 2014 | Virunga                                      | Dokumentär, exekutiv producent   |
| 2015 | Catching the Sun                             | Dokumentär                       |
| 2015 | Cowspiracy                                   | Dokumentär, exekutiv producent   |
| 2016 | The Ivory Game                               | Dokumentär, exekutiv producent   |
| 2016 | Before the Flood                             | Dokumentär, producent            |
| 2016 | Live by Night                                | Producent                        |
| 2018 | Delirium                                     | Producent                        |
| 2018 | Robin Hood                                   | Producent                        |
| 2018 | Struggle: The Life and Lost Art of Szukalski | Producent                        |
| 2019 | And We Go Green                              | Dokumentär, producent            |
| 2019 | Richard Jewell                               | Producent                        |
| 2021 | Kid 90                                       | Dokumentär                       |
| 2021 | The Loneliest Whale: The Search for 52       | Dokumentär                       |
| 2021 | Fin                                          | Dokumentär                       |
| 2023 | Killers of the Flower Moon                   |                                  |

## Källhänvisningar
1. ↑  ”Happy Birthday, Leonardo DiCaprio: Must-watch Movies of the Oscar-winning Actor”. News 18. 11 november 2021. https://www.news18.com/news/movies/happy-birthday-leonardo-dicaprio-must-watch-movies-of-the-oscar-winning-actor-4428221.html. Läst 19 oktober 2024.
2. 1 2 3 4 5  ”Riding the Wave”. People. 26 januari 1998. https://people.com/archive/cover-story-riding-the-wave-vol-49-no-3/. Läst 19 oktober 2024.
3. 1 2  ”The 25 youngest Oscar nominees of all time”. MTV. 2 september 2011. Arkiverad från originalet den 20 april 2021. https://web.archive.org/web/20210420163843/https://www.mtv.com/news/2802405/youngest-oscar-nominees-winners-of-all-time/. Läst 19 oktober 2024.
4. 1 2  ”Leonardo DiCaprio's magnificent obsessive”. The Telegraph. 4 december 2004. https://www.telegraph.co.uk/culture/film/3632803/Leonardo-DiCaprios-magnificent-obsessive.html. Läst 20 oktober 2024.
5. 1 2  ”Leonardo DiCaprio finally wins best actor Oscar for Iñárritu’s The Revenant”. The Guardian. 29 februari 2016. https://www.theguardian.com/film/2016/feb/29/leonardo-dicaprio-wins-best-actor-oscar-for-the-revenant. Läst 21 oktober 2024.
6. ↑  ”DiCaprio Boosts Artist’s Show”. Los Angeles Times. 19 augusti 2000. https://www.latimes.com/archives/la-xpm-2000-aug-19-ca-6884-story.html. Läst 19 oktober 2024.
7. 1 2 3 4 5 6  Wight, Douglas (2012). Leonardo DiCaprio – The Biography. sid. 10-16
8. 1 2  ”14 Celebrities Who Speak Multiple Languages”. Business Insider. 24 oktober 2013. https://www.businessinsider.com/celebrities-who-speak-more-than-one-language-2013-10#german-is-leonardo-dicaprios-second-language-8. Läst 19 oktober 2024.
9. ↑  ”Leonardo DiCaprio and Pope Francis meet to discuss climate change goals”. Los Angeles Times. 28 januari 2016. https://www.latimes.com/entertainment/gossip/la-et-mg-leonardo-dicaprio-pope-francis-20160128-story.html. Läst 19 oktober 2024.
10. 1 2  ”Fresh Blood; Leonardo DiCaprio”. The New York Times. 12 februari 1995. https://www.nytimes.com/1995/02/12/magazine/fresh-blood-leonardo-dicaprio.html. Läst 19 oktober 2024.
11. 1 2  ”Leonardo DiCaprio reveals his childhood surrounded by drugs as he defends The Wolf of Wall Street role”. The Independent. 2 februari 2014. https://www.independent.co.uk/arts-entertainment/films/news/leonardo-dicaprio-reveals-his-childhood-surrounded-by-drugs-as-he-defends-the-wolf-of-wall-street-role-9102356.html. Läst 19 oktober 2024.
12. 1 2 3 4 5  Wight, Douglas (2012). Leonardo DiCaprio – The Biography. sid. 17-30
13. ↑  ”40 for 40: Leonardo DiCaprio edition”. Special Broadcasting Service. 11 november 2014. Arkiverad från originalet den 30 juli 2023. https://web.archive.org/web/20230730105708/https://www.sbs.com.au/whats-on/article/40-for-40-leonardo-dicaprio-edition/8x4krty1l. Läst 19 oktober 2024.
14. 1 2  ”Leonardo DiCaprio: Man of the World”. Parade. 8 januari 2016. Arkiverad från originalet den 19 september 2016. https://web.archive.org/web/20160919040122/http://parade.com/448240/dotsonrader/leonardo-dicaprio-man-of-the-world/3/. Läst 19 oktober 2024.
15. ↑  ”Chad Lowe Felt Bad for Hilary Swank When She Forgot to Thank Him in Her Oscars Speech”. InStyle. 3 september 2020. https://www.instyle.com/celebrity/tbt-hilary-swank-chad-lowe-relationship. Läst 19 oktober 2024.
16. ↑  ”Leonardo DiCaprio's Look Has Evolved Since His Days On 'Growing Pains'”. Yahoo. 30 oktober 2018. https://www.yahoo.com/lifestyle/leonardo-dicaprios-hollywood-evolution-163930904.html. Läst 19 oktober 2024.
17. ↑  ”‘Santa Barbara’ Turns 40: See 15 Famous Alums of the Bygone Soap Opera”. TV Insider. 3 augusti 2024. https://www.tvinsider.com/gallery/santa-barbara-nbc-soap-famous-cast-members/. Läst 19 oktober 2024.
18. ↑  ”Twelfth Annual Youth in Film Awards 1989-1990”. Young Artist Awards. 16 juli 2015. Arkiverad från originalet den 16 juli 2015. https://web.archive.org/web/20150716012652/http://youngartistawards.org/pastnoms12.htm. Läst 19 oktober 2024.
19. ↑  ”"Make Sure It Doesn’t Happen Again.” Leonardo DiCaprio Admitted That This Sci-Fi Movie Is the Biggest Mistake of His Career”. Game Pressure. 5 augusti 2024. https://www.gamepressure.com/newsroom/make-sure-it-doesnt-happen-again-leonardo-dicaprio-admitted-that/z07144. Läst 19 oktober 2024.
20. ↑  [https://web.archive.org/web/20000613002256/http://www.youngartistawards.org/pastnoms13.htm ”Thirteenth Annual Youth in Film Awards
1990-1991”]. Young Artist Awards. 13 juni 2000. Arkiverad från originalet den 13 juni 2000. https://web.archive.org/web/20000613002256/http://www.youngartistawards.org/pastnoms13.htm. Läst 19 oktober 2024.
21. ↑  ”7 surprising celebrities you definitely forgot were on Roseanne”. Entertainment Weekly. 24 oktober 2022. https://ew.com/tv/roseanne-guest-stars/. Läst 19 oktober 2024.
22. ↑  ”Leonardo DiCaprio’s Movies, Ranked Worst to Best”. Rolling Stone. 30 november 2015. Arkiverad från originalet den 9 oktober 2019. https://web.archive.org/web/20191009174943/https://www.rollingstone.com/movies/movie-lists/leonardo-dicaprios-movies-ranked-worst-to-best-149574/. Läst 19 oktober 2024.
23. 1 2  ”Leonardo DiCaprio: How a dorky teenage actor became a superstar”. The Independent. 23 februari 2016. Arkiverad från originalet den 9 oktober 2019. https://web.archive.org/web/20191009133108/https://www.independent.co.uk/news/people/leonardo-dicaprio-how-a-dorky-teenage-actor-became-a-superstar-a6891181.html. Läst 19 oktober 2024.
24. ↑  ”The Actor is Boyishly Handsome, and That's a Liability”. The New York Times. 12 december 1993. https://www.nytimes.com/1993/12/12/movies/up-coming-leonardo-dicaprio-actor-boyishly-handsome-that-s-liability.html. Läst 19 oktober 2024.
25. ↑  ”Leonardo DiCaprio says he's thanked 'amazing' Sharon Stone 'many times' for paying his salary on 1995 film”. Fox Business. 25 november 2023. https://www.foxbusiness.com/entertainment/leonardo-dicaprio-thanked-amazing-sharon-stone-many-times-paying-salary-1995-film. Läst 19 oktober 2024.
26. ↑  ”The Basketball Diaries”. Rolling Stone. 21 april 1995. https://www.rollingstone.com/tv-movies/tv-movie-reviews/the-basketball-diaries-120168/. Läst 19 oktober 2024.
27. ↑  ”Leonardo DiCaprio: The enigmatic actor”. BBC. 27 februari 2016. https://www.bbc.com/news/entertainment-arts-35669844. Läst 19 oktober 2024.
28. 1 2  Wight, Douglas (2012). Leonardo DiCaprio – The Biography. sid. 67-80
29. ↑  ”Marvin's Room”. Entertainment Weekly. 20 december 1996. Arkiverad från originalet den 16 juli 2015. https://web.archive.org/web/20150716101037/http://www.ew.com/article/1996/12/20/marvins-room. Läst 20 oktober 2024.
30. ↑  ”Titanic”. EW. 1 december 1997. Arkiverad från originalet den 28 mars 2010. https://web.archive.org/web/20100328230602/http://www.ew.com/ew/article/0,,290182_3,00.html. Läst 20 oktober 2024.
31. ↑  ”Leonardo DiCaprio: Robbed of a Titanic Nomination?”. Entertainment Weekly. 6 mars 1998. https://ew.com/article/1998/03/06/leonardo-dicaprio-robbed-titanic-nomination/. Läst 20 oktober 2024.
32. ↑  ”Celebrity”. Roger Ebert. 20 november 1998. https://www.rogerebert.com/reviews/celebrity-1998. Läst 20 oktober 2024.
33. ↑  ”The Man in the Iron Mask: uncovered”. The Guardian. 21 oktober 2010. Arkiverad från originalet den 2 februari 2022. https://web.archive.org/web/20220202163123/https://www.theguardian.com/film/2010/oct/21/reel-history-man-in-the-iron-mask. Läst 20 oktober 2024.
34. ↑  ”The Man in the Iron Mask (1998)”. Box Office Mojo. https://www.boxofficemojo.com/title/tt0120744/. Läst 20 oktober 2024.
35. ↑  ”Leonardo DiCaprio: his career in pictures”. The Telegraph. 22 februari 2016. https://www.telegraph.co.uk/culture/culturepicturegalleries/11121170/Leonardo-DiCaprio-in-pictures.html?frame=3051418. Läst 20 oktober 2024.
36. ↑  ”American Psycho: the story behind the film”. The Guardian. 23 mars 2000. Arkiverad från originalet den 27 mars 2019. https://web.archive.org/web/20190327091451/https://www.theguardian.com/film/2000/mar/24/fiction.breteastonellis. Läst 20 oktober 2024.
37. ↑  ”The Beach”. The Numbers. Arkiverad från originalet den 14 mars 2014. https://web.archive.org/web/20140314065104/http://www.the-numbers.com/movie/Beach-The. Läst 20 oktober 2024.
38. ↑  ”2001 Nominations Press Release”. Razzies. 12 februari 2001. Arkiverad från originalet den 4 mars 2016. https://web.archive.org/web/20160304191431/http://razzies.com/asp/content/xcnewsplus.asp?cmd=view&articleid=43. Läst 20 oktober 2024.
39. ↑  ”The Making and Epic Unmaking of Don's Plum”. Vanity Fair. 12 december 2016. https://www.vanityfair.com/hollywood/2016/12/leonardo-dicaprio-tobey-maguire-dons-plum. Läst 20 oktober 2024.
40. ↑  ”Leonardo DiCaprio: ‘I turned down the chance to play Anakin Skywalker in Star Wars’”. NME. 30 december 2015. https://www.nme.com/news/film/leonardo-dicaprio-i-turned-down-the-chance-to-play-1400784. Läst 20 oktober 2024.
41. ↑  ”Leonardo DiCaprio Told Timothée Chalamet ‘No Superhero Movies,’ but Chalamet Says ‘I’d Have to Consider’ One ‘If the Script’ and Director Were ‘Great’”. Variety. 28 februari 2024. https://au.variety.com/2024/film/news/timothee-chalamet-consider-superhero-movie-script-director-12955/. Läst 20 oktober 2024.
42. ↑  ”'Catch Me If You Can'”. Extra. 12 december 2002. Arkiverad från originalet den 8 december 2008. https://web.archive.org/web/20081208031137/http://telepixtvcgi.warnerbros.com/dailynews/extra/12_02/12_12b.html. Läst 20 oktober 2024.
43. ↑  ”'Chicago' grabs 8 Golden Globe nominations”. CNN. 18 januari 2003. Arkiverad från originalet den 28 oktober 2018. https://web.archive.org/web/20181028225824/http://edition.cnn.com/2002/SHOWBIZ/Movies/12/19/golden.globe.nominations/index.html. Läst 20 oktober 2024.
44. 1 2  ”Scorsese's gang of acting heavyweights”. The Age. 10 februari 2003. Arkiverad från originalet den 6 augusti 2010. https://web.archive.org/web/20100806182045/http://www.theage.com.au/articles/2003/02/09/1044725670402.html. Läst 20 oktober 2024.
45. ↑  ”How do you like your Leonardo DiCaprio? Butch or boyish? The choice is yours”. The Guardian. 22 december 2002. Arkiverad från originalet den 4 november 2013. https://web.archive.org/web/20131104210656/http://www.theguardian.com/film/2002/dec/22/features.review. Läst 20 oktober 2024.
46. ↑  ”‘Wolf Of Wall Street’s Leonardo DiCaprio On Creating Fact-Based Black Comedy Without Glorifying Crooks”. Deadline. 30 december 2013. https://deadline.com/2013/12/wolf-of-wall-street-leonardo-dicaprio-657511/. Läst 20 oktober 2024.
47. ↑  ”The Assassination of Richard Nixon”. Festival de Cannes. Arkiverad från originalet den 10 november 2013. https://web.archive.org/web/20131110210248/http://www.festival-cannes.com/en/archives/ficheFilm/id/4200653/year/2004.html. Läst 20 oktober 2024.
48. ↑  ”Scorsese overspends on 'The Aviator'”. Digital Spy. 8 december 2004. Arkiverad från originalet den 10 februari 2023. https://web.archive.org/web/20230210000518/https://www.digitalspy.com/movies/a17493/scorsese-overspends-on-the-aviator/. Läst 20 oktober 2024.
49. ↑  ”The 77th Academy Awards | 2005”. Oscars. Arkiverad från originalet den 1 januari 2016. https://web.archive.org/web/20160101230853/http://oscars.org/oscars/ceremonies/2005. Läst 20 oktober 2024.
50. ↑  ”How Jack Nicholson gave Leonardo DiCaprio one of “the most memorable moments” of his career”. Far Out Magazine. 7 november 2022. https://faroutmagazine.co.uk/jack-nicholson-gave-leonardo-dicaprio-most-memorable-moments-of-career/. Läst 20 februari 2024.
51. ↑  ”Why do Boston accents make good actors look bad?”. Entertainment Weekly. 16 juli 2010. https://ew.com/article/2010/07/16/boston-accents-horrible-good-actors/. Läst 21 oktober 2024.
52. 1 2  ”Opinion: Why has Leonardo DiCaprio never won an Oscar?”. Entertainment. 7 juli 2015. https://entertainment.ie/movies/movie-news/opinion-why-has-leonardo-dicaprio-never-won-an-oscar-243820/. Läst 21 oktober 2024.
53. ↑  ”Matt Damon vs. Leonardo DiCaprio: Whose South African (and Southie) Accent is Better?”. Vanity Fair. 16 december 2009. https://www.vanityfair.com/hollywood/2009/12/matt-damon-vs-leonardo-dicaprio-whose-south-african-and-southie-accent-is-better. Läst 21 oktober 2024.
54. ↑  ”Q&A; with Leonardo DiCaprio”. Time Magazine. 22 november 2006. Arkiverad från originalet den 8 oktober 2019. https://web.archive.org/web/20191008100302/http://content.time.com/time/arts/article/0,8599,1562640-1,00.html. Läst 21 november 2024.
55. ↑  ”How Leonardo DiCaprio became one of the world's top climate change champions”. The Guardian. 29 februari 2016. https://www.theguardian.com/environment/2016/feb/29/how-leonardo-dicaprio-oscar-climate-change-campaigner. Läst 21 oktober 2024.
56. ↑  ”Film Awards”. Earthwatch Institute. Arkiverad från originalet den 28 januari 2019. https://web.archive.org/web/20190128135425/https://earthwatch.org/News-Media/Film-Awards. Läst 21 oktober 2024.
57. ↑  ”Greensburg Season 3 to Air on Planet Green”. Greensburg, KS. Arkiverad från originalet den 22 december 2015. https://web.archive.org/web/20151222141150/http://www.greensburgks.org/government/news/greensburg-season-3-to-air-on-planet-green. Läst 21 oktober 2024.
58. ↑  ”Complete List of Nominations for 2009 Golden Globes”. E!. 11 december 2008. https://www.eonline.com/news/72803/complete-list-of-nominations-for-2009-golden-globes. Läst 21 oktober 2024.
59. ↑  ”Scorsese, DiCaprio team for ‘Island’”. Variety. 22 oktober 2007. Arkiverad från originalet den 1 januari 2016. https://web.archive.org/web/20160101064319/http://variety.com/2007/film/markets-festivals/scorsese-dicaprio-team-for-island-2-1117974525/. Läst 21 oktober 2024.
60. ↑  ”DiCaprio: 'Shutter Island was traumatic'”. Digital Spy. 17 februari 2010. https://www.digitalspy.com/movies/a203645/dicaprio-shutter-island-was-traumatic/. Läst 21 oktober 2024.
61. ↑  ”Shutter Island”. Rolling Stone. 19 februari 2010. Arkiverad från originalet den 7 oktober 2019. https://web.archive.org/web/20191007113410/https://www.rollingstone.com/movies/movie-reviews/shutter-island-98258/. Läst 21 oktober 2024.
62. ↑  ”Christopher Nolan's Inception: too good to be true?”. The Guardian. 8 juli 2010. Arkiverad från originalet den 7 oktober 2019. https://web.archive.org/web/20191007191341/https://www.theguardian.com/film/filmblog/2010/jul/08/christopher-nolan-inception. Läst 21 oktober 2024.
63. ↑  ”Inception (2010)”. Box Office Mojo. Arkiverad från originalet den 24 januari 2022. https://web.archive.org/web/20220124073809/https://www.boxofficemojo.com/title/tt1375666/?ref_=bo_se_r_1. Läst 21 oktober 2024.
64. ↑  ”Jonah Hill Was Paid $60,000 for ‘Wolf of Wall Street’”. Variety. 22 januari 2014. https://variety.com/2014/film/news/jonah-hill-was-paid-60000-for-wolf-of-wall-street-1201066745/. Läst 21 oktober 2024.
65. ↑  ”A Hollywood Icon Lays Down the Law”. The Wall Street Journal. 29 januari 2011. Arkiverad från originalet den 25 januari 2015. https://web.archive.org/web/20150125004658/https://www.wsj.com/articles/SB10001424052748703293204576106080298279672. Läst 21 oktober 2024.
66. ↑  ”The Top 10 Everything of 2011 – Red Riding Hood.”. Time Magazine. 7 december 2011. Arkiverad från originalet den 20 december 2011. https://web.archive.org/web/20111220201942/http://www.time.com/time/specials/packages/article/0%2C28804%2C2101344_2101366_2101544%2C00.html. Läst 21 oktober 2024.
67. ↑  ”Leonardo DiCaprio talks Django Unchained: "It was disturbing"”. Entertainment. 18 december 2012. Arkiverad från originalet den 7 oktober 2019. https://web.archive.org/web/20191007090021/https://entertainment.ie/cinema/movie-news/leonardo-dicaprio-talks-django-unchained-it-was-disturbing-246025/. Läst 21 oktober 2024.
68. ↑  ”'Django' to the Extreme: How Panic Attacks and DiCaprio's Real Blood Made a Slavery Epic Better”. The Hollywood Reporter. 20 december 2012. Arkiverad från originalet den 9 mars 2016. https://web.archive.org/web/20160309092130/http://www.hollywoodreporter.com/news/quentin-tarantinos-django-unchained-how-404160. Läst 21 oktober 2024.
69. ↑  ”Golden Globes nominations 2013: Movies list in full”. Digital Spy. 13 december 2012. Arkiverad från originalet den 11 mars 2013. https://web.archive.org/web/20130311092351/http://www.digitalspy.ca/movies/news/a444847/golden-globes-nominations-2013-movies-list-in-full.html. Läst 21 oktober 2024.
70. ↑  ”Leonardo DiCaprio plans to take break from acting”. CBS News. 13 januari 2013. Arkiverad från originalet den 2 april 2015. https://web.archive.org/web/20150402175450/http://www.cbsnews.com/news/leonardo-dicaprio-plans-to-take-break-from-acting/. Läst 21 oktober 2024.
71. ↑  ”The Great Gatsby”. Roger Ebert. 8 maj 2013. Arkiverad från originalet den 18 augusti 2013. https://web.archive.org/web/20130818213003/http://www.rogerebert.com/reviews/the-great-gatsby-2013. Läst 21 oktober 2024.
72. ↑  ”Runner Runner – review”. The Guardian. 26 september 2013. Arkiverad från originalet den 22 december 2015. https://web.archive.org/web/20151222115920/http://www.theguardian.com/film/2013/sep/26/runner-runner-review. Läst 21 oktober 2024.
73. ↑  ”TOLDJA! Martin Scorsese, Leonardo DiCaprio Commit To 'The Wolf Of Wall Street'”. Deadline. 19 april 2012. https://deadline.com/2012/04/toldja-martin-scorsese-leonardo-dicaprio-commit-to-the-wolf-of-wall-street-258725/. Läst 21 oktober 2024.
74. ↑  ”‘Wolf Of Wall Street’s Leonardo DiCaprio On Creating Fact-Based Black Comedy Without Glorifying Crooks”. Deadline. 30 december 2013. https://deadline.com/2013/12/wolf-of-wall-street-leonardo-dicaprio-657511/. Läst 21 oktober 2024.
75. ↑  ”Scorsese, DiCaprio cry ‘Wolf’”. Variety. 25 mars 2007. https://variety.com/2007/film/news/scorsese-dicaprio-cry-wolf-1117961782/. Läst 21 oktober 2024.
76. ↑  ”Golden Globes 2014: Leonardo DiCaprio wins Best Actor for The Wolf of Wall Street”. The Independent. 13 januari 2014. Arkiverad från originalet den 6 mars 2018. https://web.archive.org/web/20180306034426/https://www.independent.co.uk/arts-entertainment/films/news/golden-globes-2014-leonardo-dicaprio-wins-best-actor-for-the-wolf-of-wall-street-9055662.html. Läst 21 oktober 2024.
77. ↑  ”Leonarda DiCaprio”. Television Academy. Arkiverad från originalet den 8 juni 2021. https://web.archive.org/web/20210608174553/https://www.emmys.com/bios/leonardo-dicaprio. Läst 21 oktober 2024.
78. ↑  ”FAQ”. Cowspiracy. Arkiverad från originalet den 6 oktober 2019. https://web.archive.org/web/20191006165502/https://www.cowspiracy.com/faq. Läst 21 oktober 2024.
79. ↑  ”Leonardo DiCaprio, Alejandro G. Inarritu Open Up About ‘The Revenant’s’ Brutal Shoot”. Variety. 15 december 2015. https://variety.com/2015/film/news/the-revenant-leonardo-dicaprio-alejandro-g-inarritu-bear-oscars-1201661500/. Läst 21 oktober 2024.
80. ↑  ”The Revenant”. Empire. 15 januari 2016. Arkiverad från originalet den 6 oktober 2019. https://web.archive.org/web/20191006091250/https://www.empireonline.com/movies/reviews/revenant-review/. Läst 21 oktober 2024.
81. ↑  ”Box Office: Why Ben Affleck’s ‘Live by Night’ and Martin Scorsese’s ‘Silence’ Fared So Poorly”. The Hollywood Reporter. 14 januari 2017. https://www.hollywoodreporter.com/movies/movie-news/box-office-why-ben-afflecks-live-by-night-martin-scorseses-silence-fared-poorly-964185/. Läst 21 oktober 2024.
82. ↑  ”Film Review: ‘Ice on Fire’”. Variety. 11 juni 2019. https://variety.com/2019/film/reviews/ice-on-fire-review-1203239703/. Läst 21 oktober 2024.
83. ↑  ”Leonardo DiCaprio, Margot Robbie and More 2019 Star Salaries Revealed”. Variety. 30 april 2019. https://variety.com/2019/film/news/celebrity-salaries-leonardo-dicaprio-margot-robbie-dwayne-johnson-will-smith-1203200508/. Läst 21 oktober 2024.
84. 1 2  ”Leonardo DiCaprio gives one of the best performances of his career in Quentin Tarantino's 'Once Upon a Time… in Hollywood'”. Business Insider. 23 juli 2019. https://www.businessinsider.in/leonardo-dicaprio-gives-one-of-the-best-performances-of-his-career-in-quentin-tarantinos-once-upon-a-time-in-hollywood/articleshow/70352245.cms. Läst 21 oktober 2024.
85. ↑  ”Oscar Nominations 2020: The Complete List”. Variety. 13 januari 2020. Arkiverad från originalet den 13 januari 2020. https://web.archive.org/web/20200113151810/https://variety.com/2020/film/news/2020-oscar-nominations-list-academy-awards-nominees-1203461985/. Läst 21 oktober 2024.
86. ↑  ”Leonardo DiCaprio-Produced ‘The Right Stuff’ Series Sets Disney+ Launch Date”. Indiewire. 5 maj 2020. https://www.indiewire.com/features/general/leonardo-dicaprio-the-right-stuff-disney-launch-date-1202229374/. Läst 22 oktober 2024.
87. ↑  ”Leonardo DiCaprio spent 5 months tweaking Netflix's 'Don't Look Up' script before signing on”. Business Insider. 23 april 2021. https://www.businessinsider.com/leonardo-dicaprio-tweaked-dont-look-up-script-for-5-months-2021-4. Läst 22 oktober 2024.
88. ↑  ”Leonardo DiCaprio on 'Don't Look Up': Most Important Issue in Civilization History”. News18. 31 december 2021. https://www.news18.com/news/buzz/leornardo-dicaprio-netflix-dont-look-up-climate-crisis-most-important-issue-civilization-history-4610741.html. Läst 22 oktober 2024.
89. ↑  ”I’m a climate scientist. Don’t Look Up captures the madness I see every day”. The Guardian. 29 december 2021. https://www.theguardian.com/commentisfree/2021/dec/29/climate-scientist-dont-look-up-madness. Läst 22 oktober 2024.
90. ↑  ”"Don't look up" movie Netflix: Why are mixed reviews the center of critics about the movie?”. Marca. 30 december 2021. https://www.marca.com/en/lifestyle/movies/2021/12/30/61cdfd41ca4741b35b8b45e7.html. Läst 22 oktober 2024.
91. ↑  ”Adam McKay’s ‘Don’t Look Up’ Smashes Netflix Viewing Records With Over 150 Million Hours Viewed”. Variety. 6 januari 2022. https://variety.com/2022/film/news/dont-look-up-netflix-weekly-viewing-records-1235147910/. Läst 22 oktober 2024.
92. ↑  ”Golden Globes 2022: The Complete Nominations List”. Variety. 13 december 2021. https://variety.com/2021/film/news/golden-globes-nominations-list-nominees-1235129390/. Läst 22 oktober 2024.
93. ↑  ”Inside Movie Stars’ Salaries: Joaquin Phoenix Nabs $20M for ‘Joker 2,’ Tom Cruise Heads to Over $100M and More”. Variety. 20 juli 2022. https://variety.com/2022/film/features/movie-star-salaries-joaquin-phoenix-joker-2-tom-cruise-1235320046/. Läst 22 oktober 2024.
94. ↑  ”Jesse Plemons Takes Over DiCaprio’s Original Role in Scorsese’s ‘Flower Moon’ After Script Changes”. Indiewire. 18 februari 2021. https://www.indiewire.com/features/general/flower-moon-script-changes-jesse-plemons-dicaprio-role-1234617674/. Läst 22 oktober 2024.
95. ↑  ”Killers of the Flower Moon review – Scorsese’s masterly Native American true crime saga”. The Guardian. 22 oktober 2023. https://www.theguardian.com/film/2023/oct/22/killers-of-the-flower-moon-review-martin-scorsese-osage-county-native-american-masterly-true-crime-epic-robert-de-niro-leonardo-dicaprio-lily-gladstone. Läst 22 oktober 2024.
96. ↑  ”Golden Globe Nominations: ‘Barbie’, ‘Oppenheimer’ Top Movie List; ‘Succession’ Leads Way In TV”. Deadline. 11 december 2023. https://deadline.com/2023/12/golden-globe-nominations-2024-1235660995/. Läst 22 oktober 2024.
97. ↑  ”Leonardo DiCaprio, Regina Hall, Sean Penn Starring in Paul Thomas Anderson’s Next Movie”. Variety. 10 januari 2024. https://variety.com/2024/film/news/leonardo-dicaprio-regina-hall-sean-penn-paul-thomas-anderson-next-movie-1235867634/. Läst 22 oktober 2024.
98. ↑  ”At Warner Discovery It’s Lean Times, Except for the Movie Studio Bosses”. The Wall Street Journal. 10 augusti 2024. Arkiverad från originalet den 10 augusti 2024. https://archive.today/20240810121720/https://www.wsj.com/business/media/at-warner-discovery-its-lean-times-except-for-the-movie-studio-bosses-8fc1d3f6. Läst 10 november 2024.
99. ↑  ”Don’s Plum: the film Leonardo DiCaprio would rather forget”. The Guardian. 23 januari 2016. Arkiverad från originalet den 30 april 2021. https://web.archive.org/web/20210430054422/https://www.theguardian.com/film/2016/jan/23/dons-plum-leonardo-dicaprio. Läst 23 oktober 2024.
100. ↑  ”Leo, Prince of the City”. New York Magazine. 22 juni 1998. Arkiverad från originalet den 1 januari 2022. https://web.archive.org/web/20220101005419/https://nymag.com/nymetro/movies/features/2793/. Läst 23 oktober 2024.
101. ↑  ”Leonardo DiCaprio’s 21 Best Performances, From ‘Once Upon a Time in Hollywood’ to ‘Killers of the Flower Moon’”. Variety. 8 november 2023. https://variety.com/lists/best-leonardo-dicaprio-movies-performances-ranked/. Läst 23 oktober 2024.
102. ↑  ”Empire’s 50 Greatest Actors Of All Time List, Revealed”. Empire. 20 december 2022. Arkiverad från originalet den 29 december 2022. https://web.archive.org/web/20221229101239/https://www.empireonline.com/movies/features/best-actors. Läst 23 oktober 2024.
103. ↑  ”Leonardo DiCaprio, Nicki Minaj and More Stars Honored With TIME 100 Covers”. E! News. 21 april 2016. Arkiverad från originalet den 9 oktober 2019. https://web.archive.org/web/20191009173358/https://www.eonline.com/fr/news/758679/leonardo-dicaprio-lin-manuel-miranda-and-more-stars-honored-with-time-100-covers. Läst 10 november 2024.
104. ↑  ”Hollywood's Highest-Earning Actors”. Forbes. 19 december 2011. https://www.forbes.com/sites/dorothypomerantz/2011/08/01/hollywoods-highest-earning-actors/. Läst 10 november 2024.
105. ↑  ”DiCaprio Sues "Playgirl" Over Nude Spread”. E! News. 26 mars 1998. Arkiverad från originalet den 12 oktober 2019. https://web.archive.org/web/20191012190753/https://www.eonline.com/news/36156/dicaprio-sues-playgirl-over-nude-spread. Läst 10 november 2024.
106. ↑  ”A Powerfully Complex ‘Boy’s Life’ : This Boy Is Taking His Acting Life Very Seriously”. Los Angeles Times. 9 april 1993. Arkiverad från originalet den 13 oktober 2019. https://web.archive.org/web/20191013130713/https://www.latimes.com/archives/la-xpm-1993-04-09-ca-21104-story.html. Läst 10 november 2024.
107. ↑  ”Leonardo DiCaprio on what Martin Scorsese has taught him as an actor”. The Independent. 18 november 2022. https://www.independent.co.uk/arts-entertainment/films/news/martin-scorsese-age-leonardo-dicaprio-b2228032.html. Läst 10 november 2024.
108. ↑  ”Playing Leo”. The Guardian. 28 januari 2007. Arkiverad från originalet den 12 oktober 2019. https://web.archive.org/web/20191012190753/https://www.theguardian.com/film/2007/jan/28/awardsandprizes. Läst 10 november 2024.
109. ↑  ”Leonardo DiCaprio and Hollywood's Biggest Directors”. Time Magazine. 16 maj 2017. Arkiverad från originalet den 16 maj 2017. https://web.archive.org/web/20170516015916/http://content.time.com/time/photogallery/0,29307,2003807_2165726,00.html. Läst 10 november 2024.
110. ↑  ”Leonardo DiCaprio On ‘Once Upon A Time In Hollywood’ And Looking For Positives In Disruption That Has Turned The Movie Business On Its Ear – The Deadline Q&A”. Deadline. 19 december 2019. https://deadline.com/2019/12/leonardo-dicaprio-once-upon-a-time-in-hollywood-career-future-interview-1202813571/. Läst 10 november 2024.
111. ↑  ”The Baby-Faced Kid Has Developed Quite a Stare”. The New York Times. 29 oktober 2006. https://www.nytimes.com/2006/10/29/movies/29jame.html. Läst 22 oktober 2024.
112. ↑  ”Leonardo DiCaprio, why don’t you date someone your own age?”. The Guardian. 3 september 2022. https://www.theguardian.com/commentisfree/2022/sep/03/leonardo-dicaprio-girlfriend-breakup-25-week-in-patriarchy. Läst 22 oktober 2024.
113. ↑  ”Gisele Bündchen on why she broke up with Leonardo DiCaprio”. Vogue. 27 september 2018. https://www.vogue.com.au/celebrity/news/gisele-bndchen-on-why-she-broke-up-with-leonardo-dicaprio/news-story/47ba6a5a9ed28e9fc1c6c8e8481d9749. Läst 22 oktober 2024.
114. ↑  ”Leonardo DiCaprio has been romantically linked to everyone from Blake Lively to Rihanna. Here's a complete history of his relationships.”. Business Insider. 11 september 2022. https://www.businessinsider.com/leonardo-dicaprio-girlfriends-age-relationship-history-timeline. Läst 23 oktober 2024.
115. ↑  ”Another breakup for Leonardo DiCaprio, netizens say he doesn’t date anyone over 25”. The Indian Express. 2 september 2022. https://indianexpress.com/article/trending/trending-globally/another-breakup-for-leonardo-dicaprio-netizens-say-he-doesnt-date-anyone-over-25-8125394/. Läst 23 oktober 2024.
116. ↑  ”All About Vittoria Ceretti, Leonardo DiCaprio’s Girlfriend”. Elle. 13 oktober 2024. https://www.elle.com/culture/celebrities/a45069426/who-is-leonardo-dicaprio-girlfriend-vittoria-ceretti/. Läst 22 oktober 2024.
117. ↑  ”Leonardo DiCaprio Paid $9.9 Million for a Remodeled Beverly Hills Home”. Observer. 13 december 2021. https://observer.com/2021/12/leonardo-dicaprio-buys-beverly-hills-los-angeles-home/. Läst 23 oktober 2024.
118. ↑  ”The sea-cooled eco-resort that's nearly mosquito-free”. BBC. 31 maj 2019. https://www.bbc.com/news/business-48380590. Läst 23 oktober 2024.
119. ↑  ”Leonardo DiCaprio buys Dinah Shore’s onetime desert home [Photos”]. Los Angeles Times. 7 mars 2014. https://www.latimes.com/business/realestate/hot-property/la-fi-hotprop-leonardo-dicaprio-20140307-story.html. Läst 23 oktober 2024.
120. ↑  ”Leonardo DiCaprio attacker gets two years in prison”. BBC. 8 december 2010. Arkiverad från originalet den 8 februari 2022. https://web.archive.org/web/20220208202217/https://www.bbc.com/news/entertainment-arts-11947111.amp. Läst 23 oktober 2024.
121. ↑  ”Hillary Clinton for President: 37 Filmmakers Reveal Why She’s the Best Choice”. Indiewire. 4 november 2016. Arkiverad från originalet den 1 april 2019. https://web.archive.org/web/20190401114401/https://www.indiewire.com/2016/11/filmmakers-endorsing-hillary-clinton-george-clooney-sean-penn-lake-bell-1201742625/. Läst 23 oktober 2024.
122. ↑  ”The Latest: Biden fundraiser draws bigger crowd after wins”. AP News. 5 mars 2020. Arkiverad från originalet den 26 oktober 2020. https://web.archive.org/web/20201026113729/https://apnews.com/article/bef275b6bd5ed2fdae0c578137bc9918. Läst 23 oktober 2024.
123. ↑  ”Leonardo DiCaprio Lends His Voice to Increase Voter Participation in New Video”. People. 27 september 2020. Arkiverad från originalet den 8 mars 2023. https://web.archive.org/web/20230308082250/https://people.com/politics/leonardo-dicaprio-lends-voice-support-voting-initiative/. Läst 23 oktober 2024.
124. ↑  ”A Rapper Is on Trial over Foreign Influence: Why Is Leo DiCaprio Testifying?”. The Age. 4 april 2023. https://www.theage.com.au/world/north-america/a-rapper-is-on-trial-over-foreign-influence-why-is-leo-dicaprio-testifying-20230404-p5cy2d.html. Läst 23 oktober 2024.